# 共享充电宝

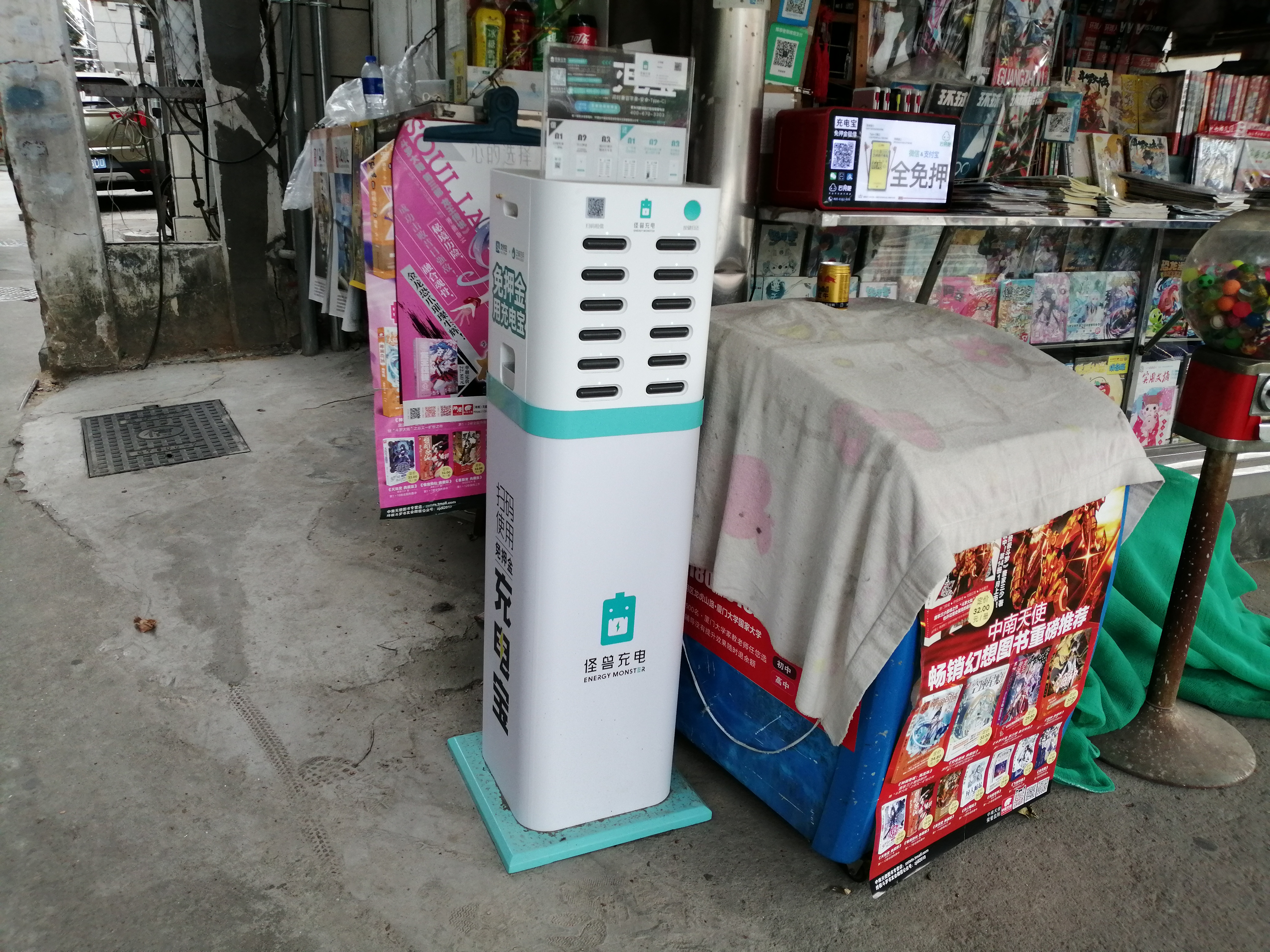
一处位于厦门市的共享充电宝租借点

小电、美团充电、街电和怪兽充电共四种共享充电宝，于陕西西安街头

共享充电宝是由企业经营的短时租赁充电宝服务，类似于共享汽车、共享单车是共享经济的一种分支，在中国大陆、香港、台灣、俄罗斯以及泰国日本韩国实现租用后跨境归还。共享充电宝于2017年与“雄安新区”等共同入选“2017年度中国媒体十大新词语”。

## 事件
原中国首富王健林的独生子王思聪在微信发布“共享充电宝要是能成我吃翔，立帖为证”，思聪认为共享充电宝项目是伪刚需并不能做成功，对此2017年5月5日聚美CEO陈欧于微博客回复“做不成可以做公益”“希望不要因为你的情绪不让这个项目入驻万达”，并表示将3亿元人民币投资一家共享充电宝企业。
王思聪在一年时间后删除了这条微信朋友圈内容。而在2019年华为准备推出的5G芯片耗电量是4G的2.5倍，5G的耗电量将使得手机的续航问题更为突出。

## 使用方法
下载相应共享充电宝品牌的APP（目前主要有小电、街电、来电、怪兽充电、云充吧（改名速绿充电）、Hi电（已关闭）、美团充电、倍电和ChargeSPOT（醒电）等共享充电宝品牌，或是在支付宝或微信小程序中搜索共享充电宝，可通过APP查看看到身边附近影院或餐饮商铺商家等摆放的共享充电宝机柜位置，用户到店后扫码借还。鉴于用户在共享单车缴纳押金被挪用现象，部分共享充电宝平台推行微信支付分与支付宝芝麻信用分信用认证免押金服务。

## 争议
自从共享充电宝兴起后，互联网上也出现了破解教程，而厂商和店家均未注意过共享充电宝被破解失窃的情况。对此有律师表示，此种行为涉嫌刑事犯罪。

## 参看
- 共享经济
- 移动电源